# Ilia nucleus
La testa di morto (Ilia nucleus (Linnaeus, 1758)) è un granchio appartenente alla famiglia Leucosiidae.

## Distribuzione e habitat
Ha un areale abbastanza ampio, che comprende parte dell'oceano Atlantico e il Mediterraneo, in particolare Israele, Grecia, Bizerte e gran parte delle acque europee. 
Può essere trovata sia nelle zone con fondali sabbiosi o fangosi, comunque ricchi di detriti, sia nelle aree prevalentemente rocciose; spesso vive nelle zone ricche di vegetazione acquatica. Non è una specie particolarmente comune, e si può trovare tra i 10 e gli 80 m di profondità anche se non sale spesso sopra i 40.

## Descrizione
Presenta un cefalotorace di una forma pressoché sferica, con la fronte stretta e gli occhi piccoli e molto ravvicinati, che ha un diametro medio di 2,5 cm, anche se occasionalmente raggiunge i 3. Gli arti sono lunghi, molto sottili, e anche le chele sono allungate, ma non particolarmente piccole.
Non presenta peluria né sul cefalotorace né sugli arti, e la colorazione è prevalentemente brunastra, spesso tendente al rossiccio. Il lato inferiore del carapace presenta invece una colorazione abbastanza chiara, bianca o giallastra.

## Riproduzione
È una specie ovipara, che depone delle uova rosse e piccole in grandi quantità, solitamente tra maggio e agosto.